# Rano Raraku
Rano Raraku é uma cratera vulcânica formada de cinzas vulcânicas ou tufo localizada na parte baixa de Terevaka, no Parque Nacional Rapa Nui, na Ilha de Páscoa. Foi a principal pedreira da Ilha, por 500 anos até o começo do século XVIII, e onde foi esculpida a maior parte dos famosos moais da ilha.
Saindo da grande cratera, com cerca de 550 metros de diâmetro, é possível observar restos de estradas que irradiam-se para o norte, sul e oeste até a costa da Ilha. Espalhadas pelas estradas existem muitas estátuas, dispostas de maneira irregular, como se tivessem sido abandonadas durante o transporte. Ao longo da costa, e no interior da Ilha, estão cerca de trezentas plataformas que servem de suporte aos moais. A maior plataforma, Ahu Tongariki, suporta quinze estátuas que se encontravam tombadas e foram reerguidas em 1994 por guindaste.
Rano Raraku é um Património Mundial do Parque Nacional Rapa Nui e nomeia sete seções do parque.

## Galeria

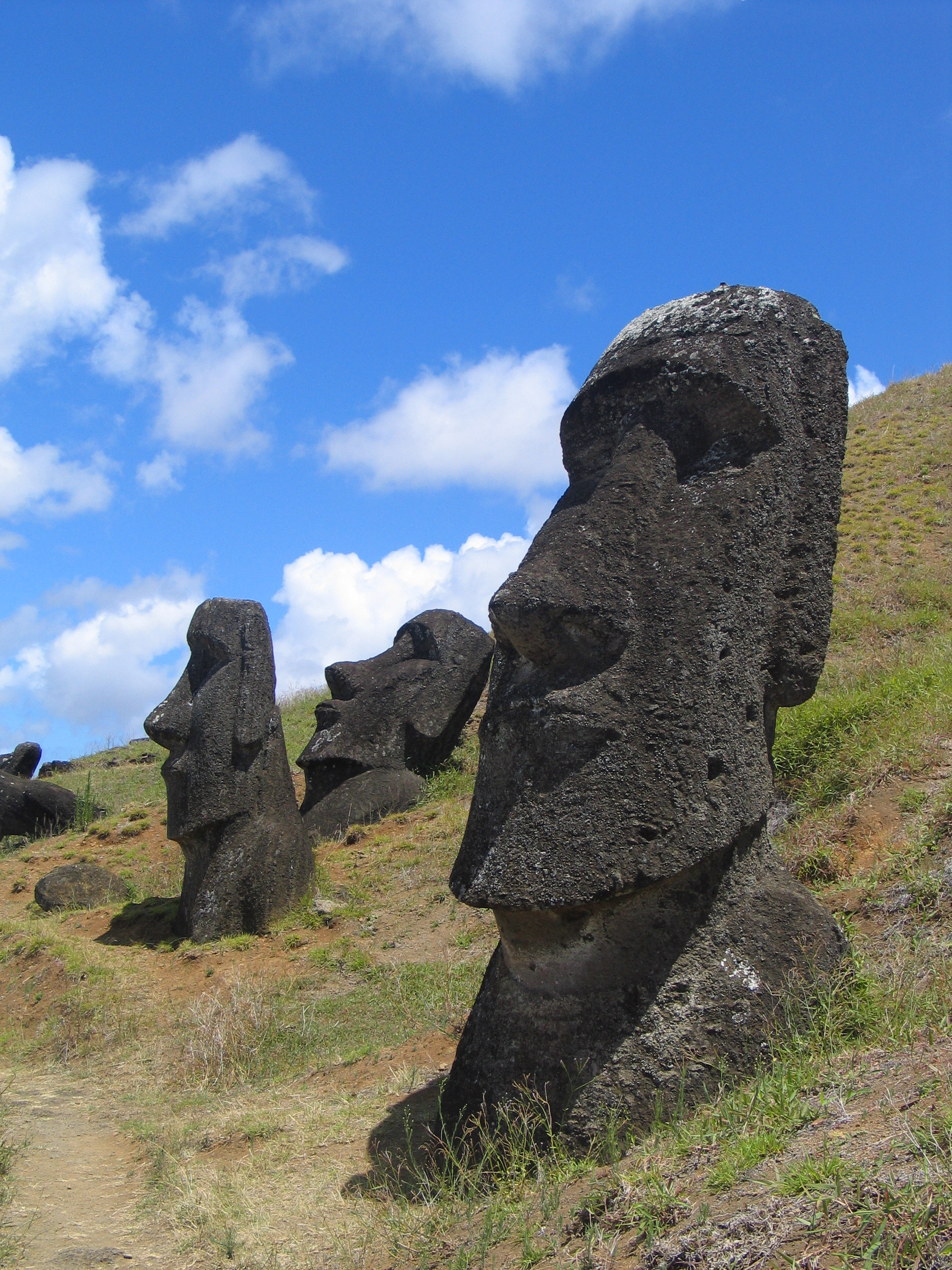
Conjunto de moais.
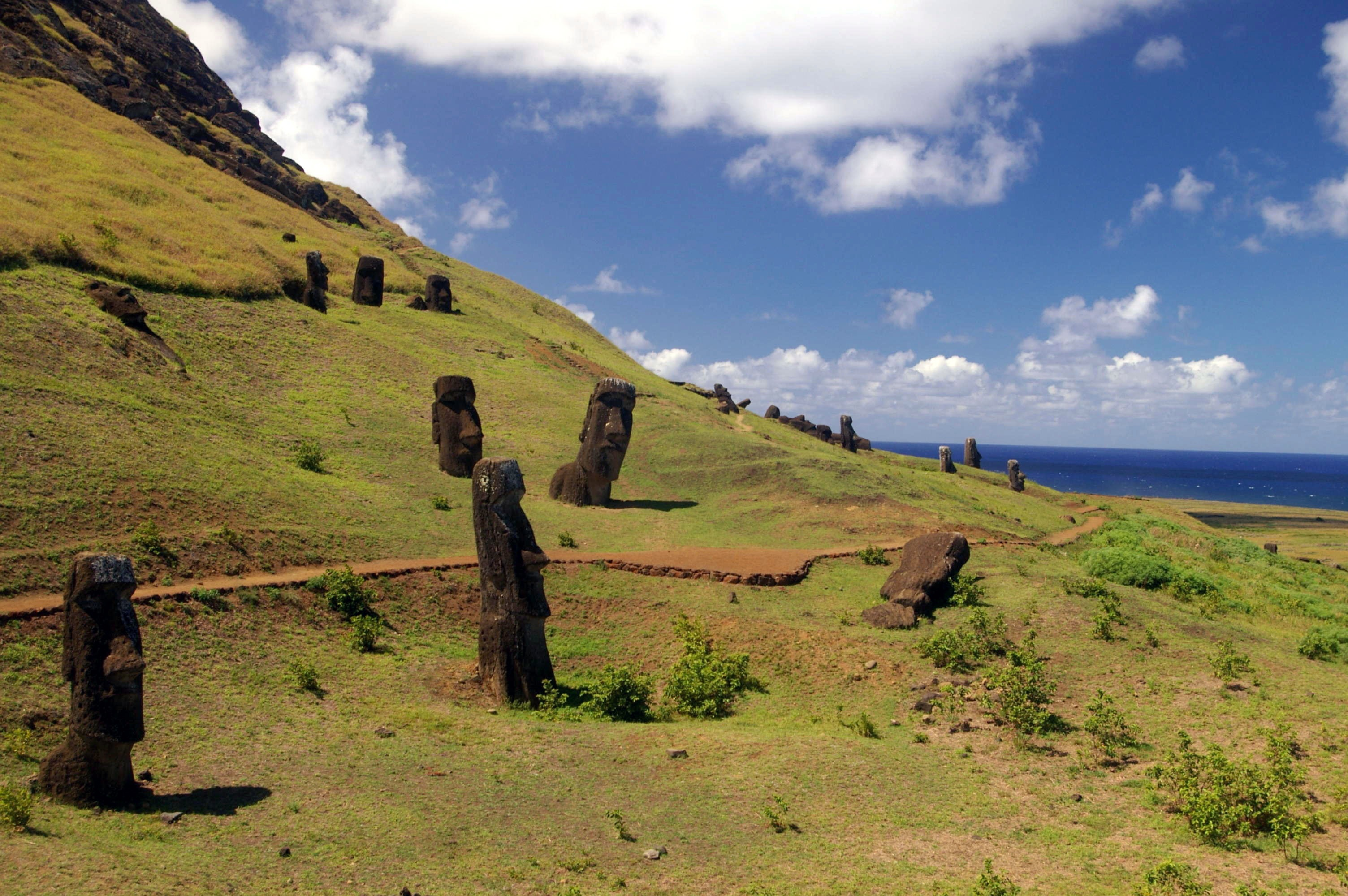
Colina exterior da cratera e moais, alguns dos quais inacabados.
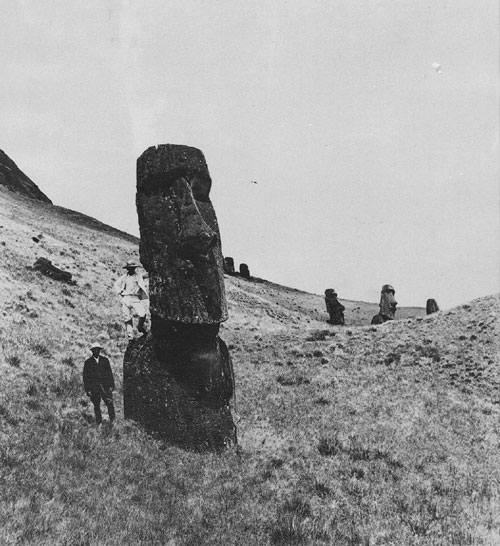
Imagem antiga em preto e branco, c.1880.
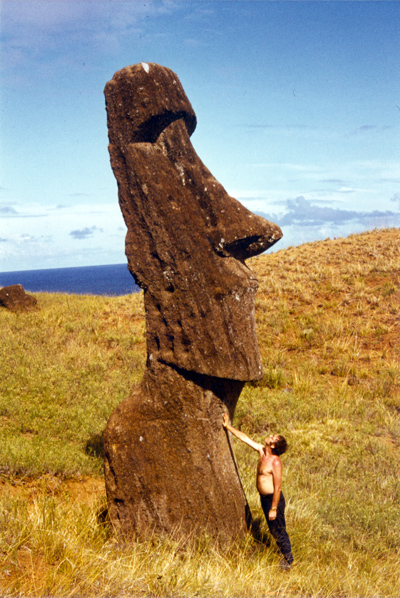
Foto de 1978, mostra relação de tamanho entre um dos moais e o homem.